# Amédée Ozenfant
Amédée Ozenfant (ozãf'ã) (* 15. April 1886 in Saint-Quentin; † 4. Mai 1966 in Cannes) war ein französischer Maler. Zusammen mit Charles-Edouard Jeanneret (Le Corbusier) gründete er 1918 die Kunstströmung des Purismus.

## Leben und Werk
1904 begann Ozenfant ein Studium an der École Municipale de Dessin Quentin-La Tour. Schon 1905 zog es ihn nach Paris, an die Académie de la Palette, später auch ans Collège de France, wo er nebenbei für ein Architekturbüro arbeitete. In Paris lernte er Charles Cottet, einen Kommilitonen, sowie Roger de La Fresnaye und André Dunoyer de Segonzac kennen.
Im Salon de la Nationale in Paris fand 1908 erstmals eine Ozenfant-Einzelausstellung statt. Des Weiteren stellte er 1910 im Salon d’Automne, und 1911 im Salon des Indépendants Werke aus. In diesen Jahren bereiste er auch Russland, Italien, Belgien und die Niederlande. 
1915 gründete Ozenfant die Zeitschrift L’Elan, die er bis 1917 herausgab. Hier erschienen seine ersten Gedanken zum Purismus. Charles-Edouard Jeanneret, der sich später Le Corbusier nannte, lernte er 1917 kennen. In Après le cubisme und La Peinture moderne (1925) stellten sie gemeinsam den Purismus dar. Die Zeitschrift L’Esprit Nouveau war von 1920 bis 1925 ihr Sprachrohr. 1922 gehörte Ozenfant zu den Autoren der von El Lissitzky und Ilja Ehrenburg konzipierten kurzlebigen Zeitschrift „Gegenstand“, die sich dem Dialog von Künstlern verschiedener Nationalitäten verschrieben hatte. Sein Werk Art erschien 1928.
Alexandra Exter, Marie Laurencin, Fernand Léger betrieben mit ihm ab 1924 ein Künstlerstudio in Paris. Ozenfant lehrte an vielen Orten: Seit 1929 war es die Académie Moderne, ab 1932 seine Académie Ozenfant, fortgeführt von 1935 bis 1938 als Ozenfant Academy in London, wo er auch am French Institute lehrte, 1939 bis 1955 die Ozenfant School of Fine Arts in New York. Nebenher hielt er Vorlesungen an zahlreichen Orten der USA. 1955 kehrte er nach Frankreich zurück.
Der vor Ausbruch des Zweiten Weltkrieges gemeinsam mit Hendrik Theo Wijdeveld und Erich Mendelsohn geplante Aufbau einer Académie Européenne Méditerranée im südfranzösischen Cavalaire-sur-Mer war im Jahr 1934 an einem verheerenden Waldbrand gescheitert. Die dafür erworbenen Grundstücksanteile verkaufte Ozenfant in den sechziger Jahren.
1922 entwarf Le Corbusier für Ozenfant ein Wohnhaus und Atelier mit Vorhangfassade im 14. Arrondissement in Paris, gegenüber dem Wasserreservoir Montsouris.

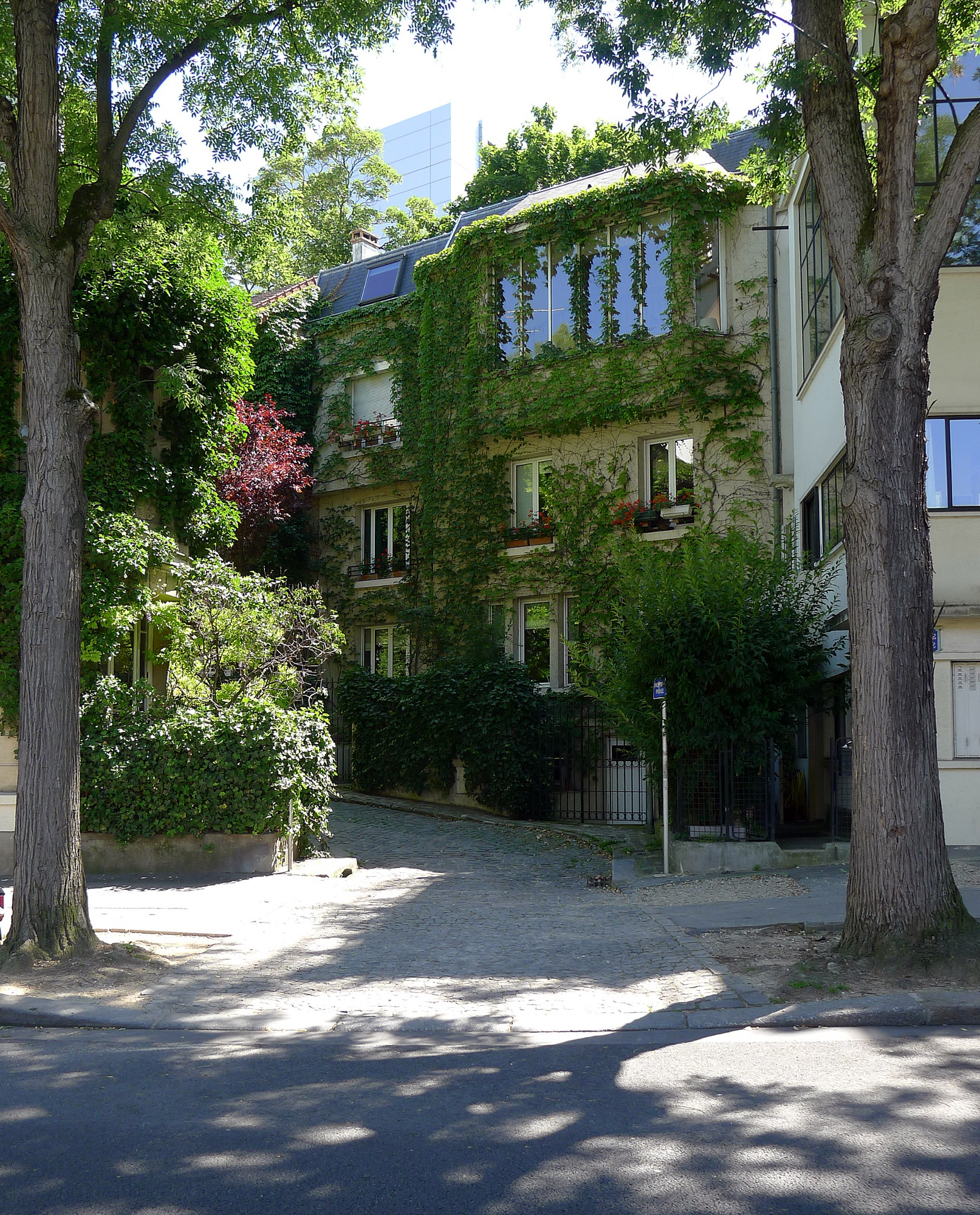
Zur Rechten lässt sich das Le-Corbusier-Gebäude und Studio von Ozenfant an der Kreuzung von Square de Montsouris und Avenue Reille erahnen